# Oscarsgalan 1978
Oscarsgalan 1978 var den 50:e upplagan av Academy Awards, som belönade insatser i filmer från 1977, och hölls på Dorothy Chandler Pavilion i Los Angeles den 3 april 1978. Årets värd var Bob Hope för nittonde och sista gången.
Årets storvinnare blev Stjärnornas krig med 7 vinster (varav ett specialpris) av 10 nomineringar. Annie Hall vann 4 vinster, inklusive för Bästa film, Bästa regi och Bästa kvinnliga huvudroll. Vändpunkten slog rekord med flest nomineringar (11) utan vinst.
Minnesvärt från detta år var när Vanessa Redgrave, efter ha vunnit pris för Bästa kvinnliga biroll, höll ett politiskt tacktal, medveten om att medlemmar ur Jewish Defense League (JDL) protesterade utanför galan. Publikens reaktion till detta bestod av en blandning av buande, flämtningar och applåder. Paddy Chayefsky, som skulle dela ut priserna för bästa manus, kommenterade senare att Redgraves tacktal var opassande.

## Specialpriser

### Heders-Oscar
- Margaret Booth: "För hennes exceptionella bidrag till filmklippning i filmindustrin."

### Jean Hersholt Humanitarian Award
- Charlton Heston

### Irving G. Thalberg Memorial Award
- Walter Mirisch

### Special Achievement-Oscar
- Benjamin Burtt Jr.: För ljudeffekterna (alien, monster och robot-röster) i Stjärnornas krig.
- Frank E. Warner: För ljudredigeringen i Närkontakt av tredje graden.

## Vinnare och nominerade
Vinnarna listas i fetstil.

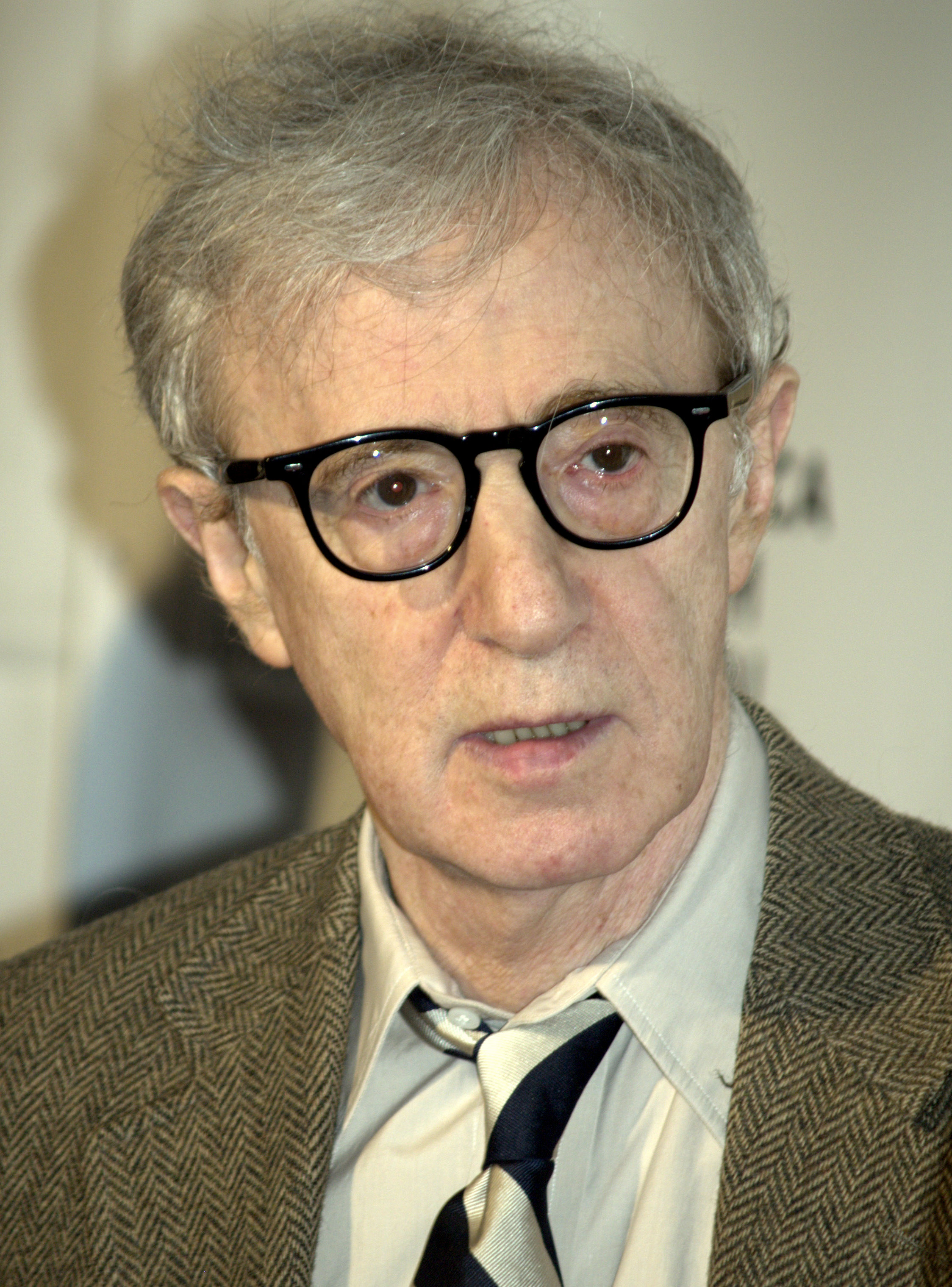
Woody Allen
Bästa regi och
Bästa originalmanus

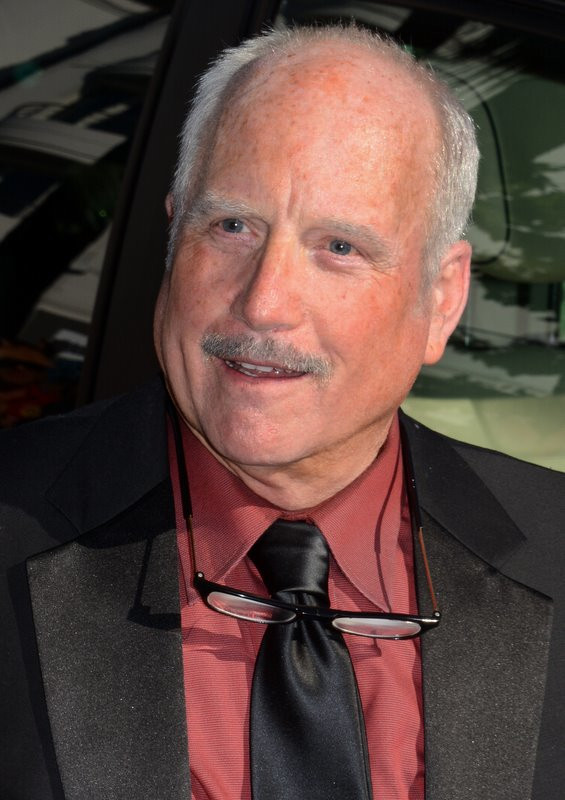
Richard Dreyfuss
Bästa manliga huvudroll

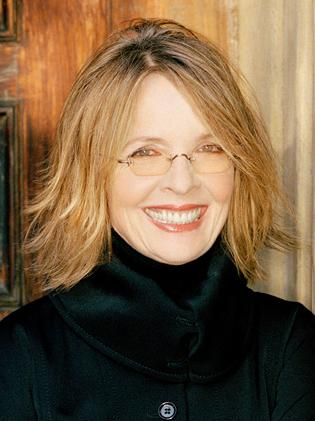
Diane Keaton
Bästa kvinnliga huvudroll

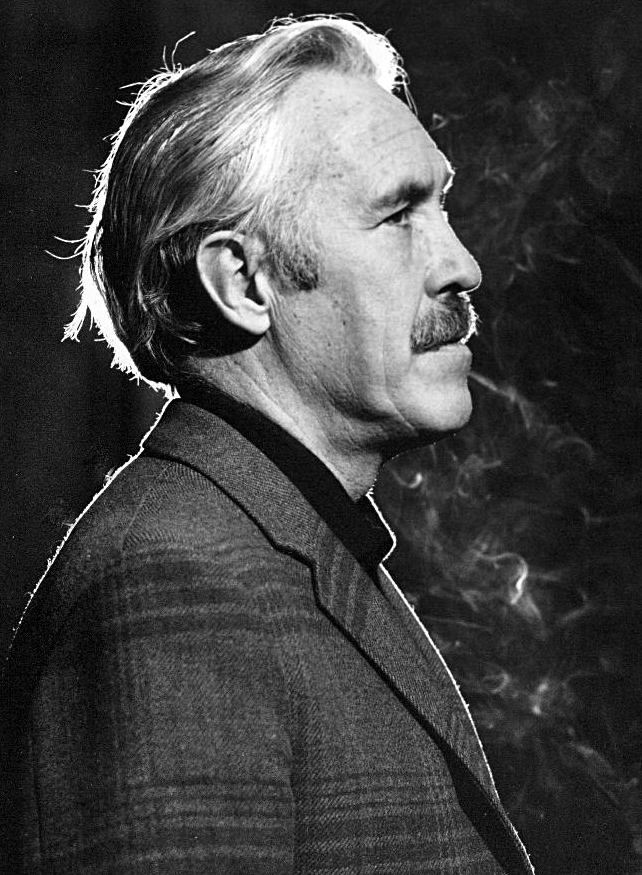
Jason Robards
Bästa manliga biroll

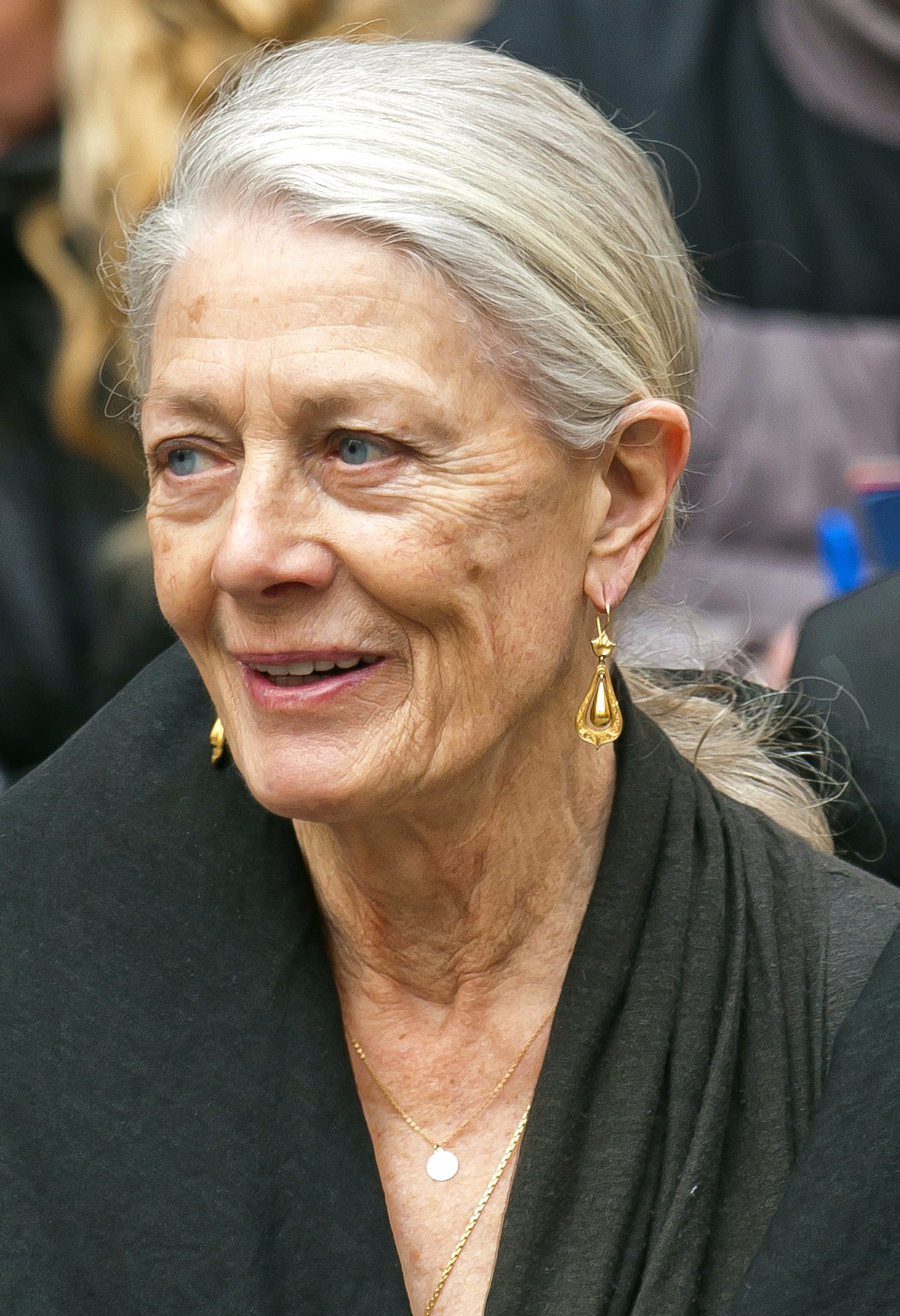
Vanessa Redgrave
Bästa kvinnliga biroll

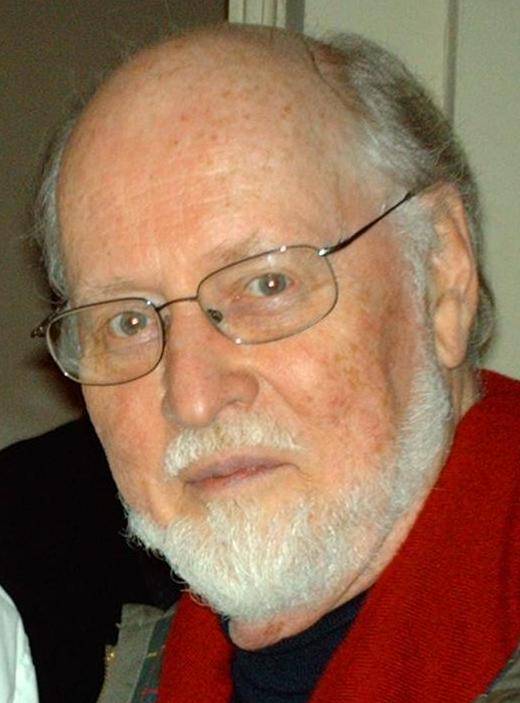
John Williams
Bästa originalmusik

| Bästa film - Annie Hall – Charles H. Joffe - Julia – Richard A. Roth - Sa jag adjö när jag kom? – Ray Stark - Stjärnornas krig – Gary Kurtz - Vändpunkten – Herbert Ross och Arthur Laurents | Bästa regi - Woody Allen – Annie Hall - George Lucas – Stjärnornas krig - Herbert Ross – Vändpunkten - Steven Spielberg – Närkontakt av tredje graden - Fred Zinnemann – Julia |
| Bästa manliga huvudroll - Richard Dreyfuss – Sa jag adjö när jag kom? - Woody Allen – Annie Hall - Richard Burton – Equus - Marcello Mastroianni – En alldeles särskild dag - John Travolta – Saturday Night Fever | Bästa kvinnliga huvudroll - Diane Keaton – Annie Hall - Anne Bancroft – Vändpunkten - Jane Fonda – Julia - Shirley MacLaine – Vändpunkten - Marsha Mason – Sa jag adjö när jag kom? |
| Bästa manliga biroll - Jason Robards – Julia - Michail Barysjnikov – Vändpunkten - Peter Firth – Equus - Alec Guinness – Stjärnornas krig - Maximilian Schell – Julia | Bästa kvinnliga biroll - Vanessa Redgrave – Julia - Leslie Browne – Vändpunkten - Quinn Cummings – Sa jag adjö när jag kom? - Melinda Dillon – Närkontakt av tredje graden - Tuesday Weld – Var finns Mr. Goodbar? |
| Bästa originalmanus - Annie Hall – Woody Allen och Marshall Brickman - I elfte timmen – Robert Benton - Sa jag adjö när jag kom? – Neil Simon - Stjärnornas krig – George Lucas - Vändpunkten – Arthur Laurents | Bästa manus efter förlaga - Julia – Alvin Sargent - Begärets dunkla mål – Luis Buñuel och Jean-Claude Carrière - Equus – Peter Shaffer - Ingen dans på rosor – Gavin Lambert och Lewis John Carlino - Min polare Gud – Larry Gelbart |
| Bästa icke-engelskspråkiga film - Frankrike – Madame Rosa - Grekland – Iphigenia - Israel – Operation Thunderbolt - Italien – En alldeles särskild dag - Spanien – Begärets dunkla mål | Bästa sång - "You Light Up My Life" från You Light Up My Life – Musik och Text: Joseph Brooks - "Candle on the Water" från Peter och draken Elliott – Musik och Text: Al Kasha och Joel Hirschhorn - "He Danced with Me/She Danced with Me" från Glasskon och rosen – Musik och Text: Richard M. Sherman och Robert B. Sherman - "Nobody Does It Better" från Älskade spion – Musik: Marvin Hamlisch · Text: Carole Bayer Sager - "Someone's Waiting for You" från Bernard och Bianca – Musik: Sammy Fain · Text: Carol Connors och Ayn Robbins |
| Bästa dokumentär - Who Are the DeBolts? And Where Did They Get Nineteen Kids? – John Korty, Dan McCann och Warren Lockhart - The Children of Theatre Street – Robert Dornhelm och Earle Mack - High Grass Circus – Bill Brind, Torben Schioler och Tony Ianzelo - Homage to Chagall: The Colours of Love – Harry Rasky - Union Maids – Jim Klein, Julia Reichert och Miles Mogulescu                                                  | Bästa kortfilmsdokumentär - Gravity Is My Enemy – John C. Joseph och Jan Stussy - Agueda Martinez: Our People, Our Country – Moctesuma Esparza - First Edition – Helen Whitney och DeWitt Sage - Of Time, Tombs and Treasures – James R. Messenger och Paul Raimondi - The Shetland Experience – Douglas Gordon |
| Bästa kortfilm - I'll Find a Way – Beverly Shaffer och Yuki Yoshida - The Absent-Minded Waiter – William E. McEuen - Anteckningar om de populära konsterna – Saul Bass - Floating Free – Jerry Butts - Spaceborne – Philip Dauber | Bästa animerade kortfilm - Le château de sable – Co Hoedeman - The Bead Game – Ishu Patel - A Doonesbury Special – John Hubley, Faith Hubley och Garry Trudeau - Jimmy the C – Jimmy Picker, Robert Grossman och Craig Whitaker |
| Bästa originalmusik - Stjärnornas krig – John Williams - Julia – Georges Delerue - Mohammed - härföraren – Maurice Jarre - Närkontakt av tredje graden – John Williams - Älskade spion – Marvin Hamlisch | Bästa musikbearbetning - A Little Night Music – Jonathan Tunick - Glasskon och rosen – Richard M. Sherman, Robert B. Sherman och Angela Morley - Peter och draken Elliott – Al Kasha, Joel Hirschhorn och Irwin Kostal |
| Bästa ljud - Stjärnornas krig – Don MacDougall, Ray West, Bob Minkler och Derek Ball - Djupet – Walter Goss, Rick Alexander, Tom Beckert och Robin Gregory - Fruktans lön – Robert Knudson, Robert Glass, Richard Tyler och Jean-Louis Ducarme - Närkontakt av tredje graden – Robert Knudson, Robert Glass, Don MacDougall och Gene S. Cantamessa - Vändpunkten – Theodore Soderberg, Paul Wells, Douglas O. Williams och Jerry Jost | Bästa kostym - Stjärnornas krig – John Mollo - Haveriplats: Bermudatriangeln – Edith Head och Burton Miller - Julia – Anthea Sylbert - A Little Night Music – Florence Klotz - På andra sidan midnatt – Irene Sharaff |
| Bästa scenografi - Stjärnornas krig – John Barry, Norman Reynolds, Leslie Dilley och Roger Christian - Haveriplats: Bermudatriangeln – George C. Webb och Mickey S. Michaels - Närkontakt av tredje graden – Joe Alves, Daniel A. Lomino och Phil Abramson - Vändpunkten – Albert Brenner och Marvin March - Älskade spion – Ken Adam, Peter Lamont och Hugh Scaife                                                                   | Bästa foto - Närkontakt av tredje graden – Vilmos Zsigmond - Julia – Douglas Slocombe - Var finns Mr. Goodbar? – William A. Fraker - Vändpunkten – Robert Surtees - Öar i strömmen – Fred J. Koenekamp |
| Bästa klippning - Stjärnornas krig – Paul Hirsch, Marcia Lucas och Richard Chew - Julia – Walter Murch och Marcel Durham - Nu blåser vi snuten – Walter Hannemann och Angelo Ross - Närkontakt av tredje graden – Michael Kahn - Vändpunkten – William Reynolds | Bästa specialeffekter - Stjärnornas krig – John Stears, John Dykstra, Richard Edlund, Grant McCune och Robert Blalack - Närkontakt av tredje graden – Roy Arbogast, Douglas Trumbull, Matthew Yuricich, Gregory Jein och Richard Yuricich |

### Filmer med flera vinster
| Vinster | Film                        |
| ------- | --------------------------- |
| 7       | Stjärnornas krig            |
| 4       | Annie Hall                  |
| 3       | Julia                       |
| 2       | Närkontakt av tredje graden |

### Filmer med flera nomineringar
| Nomineringar | Film                          |
| ------------ | ----------------------------- |
| 11           | Julia                         |
| 11           | Vändpunkten                   |
| 10           | Stjärnornas krig              |
| 8            | Närkontakt av tredje graden   |
| 5            | Annie Hall                    |
| 5            | Sa jag adjö när jag kom?      |
| 3            | Equus                         |
| 3            | Älskade spion                 |
| 2            | Begärets dunkla mål           |
| 2            | En alldeles särskild dag      |
| 2            | Glasskon och rosen            |
| 2            | Haveriplats: Bermudatriangeln |
| 2            | A Little Night Music          |
| 2            | Peter och draken Elliott      |
| 2            | Var finns Mr. Goodbar?        |

### Sveriges bidrag
Sverige skickade in Mannen på taket till galan som det svenska bidraget för priset i kategorin Bästa icke-engelskspråkiga film. Den blev inte nominerad.